# Kazuyoshi Hoshino
Kazuyoshi Hoshino (星野 一義?, Hoshino Kazuyoshi; Shizuoka, 1º luglio 1947) è un ex pilota automobilistico giapponese.
Ha corso in Formula 1 due soli gran premi: le prime due edizioni del Gran Premio del Giappone: 1976 e 1977.

## Carriera
Inizia la carriera motoristica nel motocross ove conquista il titolo nazionale con una Kawasaki. Passa alle gare a 4 ruote nel 1969 con la Nissan. A seguito di un ottimo palmarès nelle serie nazionali (vittoria nella Formula 2000 nel 1975) la sua scuderia, la Heros Racing schierò una Tyrrell privata nel corso della prima edizione del Gran Premio del Giappone. Hoshino partito ventunesimo riuscì nel corso dei primi giri ad issarsi addirittura al terzo posto, ma un problema ad uno pneumatico lo costrinse all'abbandono. L'anno seguente la sua scuderia fece correre una vettura del costruttore giapponese Kojima e chiuse la gara all'undicesimo posto, a due giri dal vincitore James Hunt. Nel 1977 si aggiudicherà per la seconda volta il titolo nella Formula 2000 del suo paese.
Abbandonata la Formula 1 continuò nelle formule minori giapponesi. Nel 1978 vinse la Formula 2, e nel 1987, 1990 e 1993 la Formula 3000. In seguito nelle gare di durata si impose nell'edizione del 1992 la 24 Ore di Daytona assieme a Toshio Suzuki e Masahiro Hasemi.

## Risultati in Formula 1
| 1976 | Scuderia | Vettura |  |  |  |  |  |  |  |  |  |  |  |  |  |  |  |     |  | Punti | Pos. |
| ---- | -------- | ------- |  |  |  |  |  |  |  |  |  |  |  |  |  |  |  | --- |  | ----- | ---- |
| 1976 | Tyrrell  | 007     |  |  |  |  |  |  |  |  |  |  |  |  |  |  |  | Rit |  | 0     |      |

| 1977 | Scuderia           | Vettura |  |  |  |  |  |  |  |  |  |  |  |  |  |  |  |  |    | Punti | Pos. |
| ---- | ------------------ | ------- |  |  |  |  |  |  |  |  |  |  |  |  |  |  |  |  | -- | ----- | ---- |
| 1977 | Kojima Engineering | KE009   |  |  |  |  |  |  |  |  |  |  |  |  |  |  |  |  | 11 | 0     |      |

| Legenda | 1º posto     | 2º posto | 3º posto    | A punti         | Senza punti/Non class.  | Grassetto – Pole position Corsivo – Giro più veloce |
| Legenda | Squalificato | Ritirato | Non partito | Non qualificato | Solo prove/Terzo pilota | Grassetto – Pole position Corsivo – Giro più veloce |